# Fatima (film 2015)
Fatima è un film del 2015 diretto da Philippe Faucon.
Il soggetto è tratto da un libro di Fatima Elayoubi. Il film è stato presentato nella sezione Quinzaine des Réalisateurs al Festival di Cannes 2015.

## Riconoscimenti
- Premi César 2016:
  - Miglior film
  - Migliore promessa femminile (Zita Hanrot)
  - Migliore adattamento (Philippe Faucon)
  - Candidatura migliore attrice (Soria Zeroual)
- Premio Louis-Delluc:
  - Miglior film
- Premio Lumière 2016:
  - Miglior sceneggiatura (Philippe Faucon)
- SFCC:
  - Miglior film francese